# Cinca-patak
A Cinca-patak vagy Cinca a Marcal bal oldali mellékvize, Gérce és Vásárosmiske között ered, Celldömölktől északra folyik, majd Merseváttól északra, Külsővattal szemben található a torkolat.
A Cinca-patak szabályozott vízfolyás, szabályozására 1872-ben Celldömölk székhellyel alakult meg a „Cinca Lecsapoló Társulat”. A munkálatok időpontját az egyes folyószakaszoknál pontosítani nem lehet, mert a mederásások szakaszosan, évtizedeken át folytak és folynak ma is.